# Cimitero degli Indiani
Il cimitero degli Indiani o cimitero dei Sikh (Forlì Indian Army War Cemetery in inglese) è uno dei due cimiteri di guerra nella città di Forlì ed ospita le spoglie dei soldati Sikh e Indù morti a Forlì e nel forlivese durante la Seconda guerra mondiale; l'altro è il cimitero degli Inglesi (Forlì War Cemetery) a Vecchiazzano.

## Storia e descrizione
Il cimitero sorge in via Ravegnana proprio di fronte al cimitero monumentale cittadino. 
Il cimitero, avviato nel dicembre 1944, accoglie le tombe di 496 caduti (15 ancora ignoti), di cui 493 soldati dell'esercito indiano della 4th, 8th e 10th Indian Infantry Division e 3 dell'esercito britannico.

### Forlì Cremation Memorial

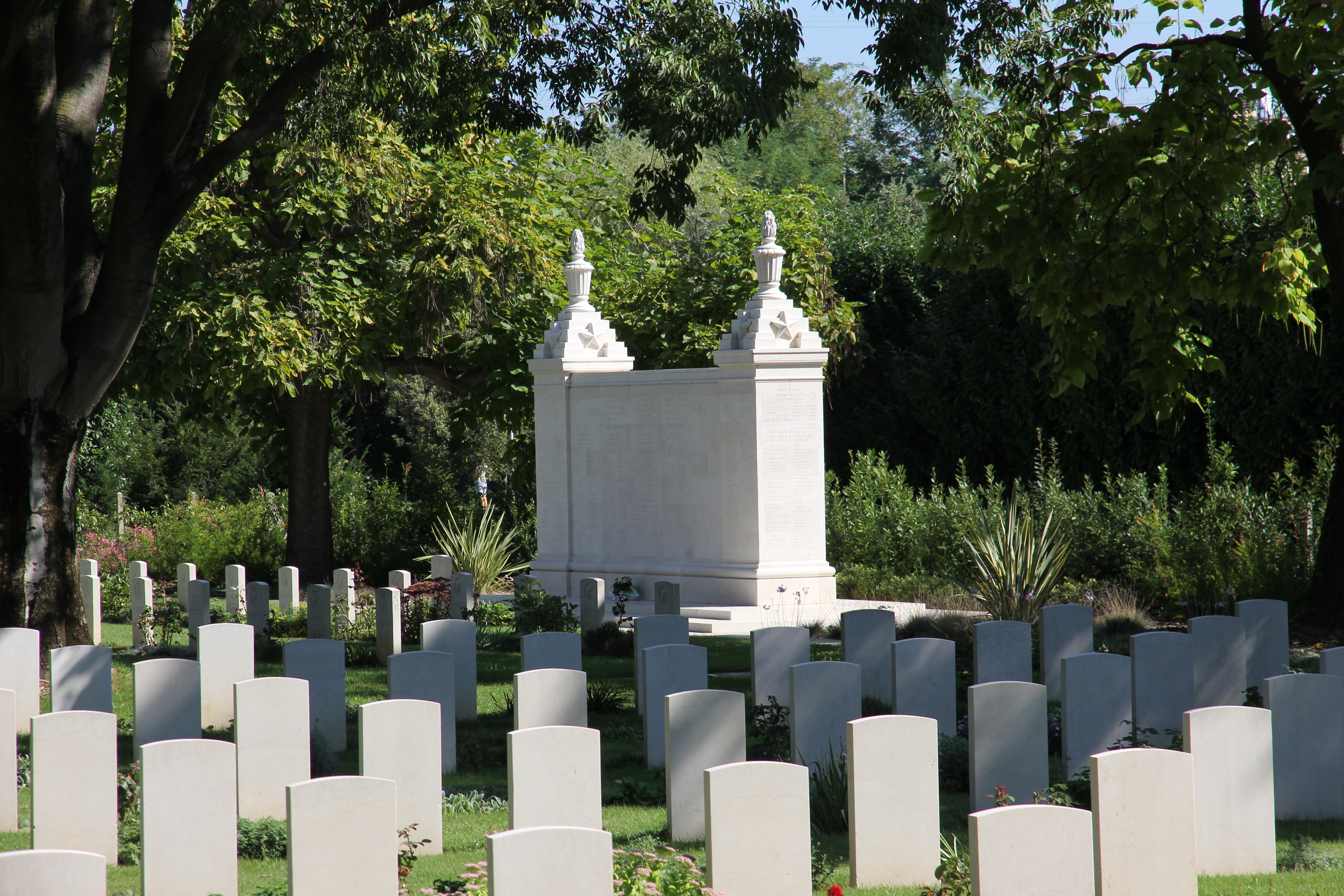
Forlì Cremation Memorial

All'interno del cimitero di guerra indiano si trova il monumento commemorativo della cremazione degli ufficiali e dei soldati dell'esercito indiano che persero la vita tra il 16 aprile e l'ottobre 1944, nel corso degli attacchi lungo la linea gotica, fino allo sfondamento definitivo avvenuto tra l'agosto 1944 e l'aprile 1945. In totale il monumento onora la memoria di 769 caduti. 

## Monumento ai caduti Sikh
Il 13 agosto 2011, all'entrata del cimitero è stato scoperto un gruppo bronzeo, opera dell'artista di origine bulgara Stephan Popdimitrov, dedicato ai soldati sikh caduti in guerra.